# 長浜市立湖北病院
長浜市立湖北病院（ながはましりつこほくびょういん）は、滋賀県長浜市にある医療機関。
長浜市病院事業の設置等に関する条例に基づき設置された市立病院である。
周辺自治体との合併による新・長浜市の誕生に伴って旧公立湖北総合病院を継承することになり、2010年（平成22年）1月に長浜市立湖北病院として開院した。
市町村合併の結果、長浜市内には2つの市立病院があり、市立長浜病院は長浜市南部および米原市を、長浜市立湖北病院は長浜市北部を主な診療圏としている。

## 沿革
- 1915年（大正4年）7月 - 伊香病院が開院。
- 1944年（昭和19年）5月 - 伊香病院を日本医療団に売却。
- 1949年（昭和24年）5月 - 伊香郡国民健康保険団体連合会直営伊香病院となる。
- 1965年（昭和40年）5月 - 伊香郡病院組合伊香病院に改称。
- 1975年（昭和50年）12月 - へき地中核病院に指定。
- 1981年（昭和56年）10月 - 救急病院に指定。伊香病院組合立湖北総合病院に改称。
- 1993年（平成5年）7月7日 - 水曜日を休診日として週休2日制を導入[5]。
- 2005年（平成17年）5月2日 - 増改築の起工式[6]。
- 2006年（平成18年）6月14日 - 新病棟の完成式[7]。
- 2010年（平成22年）1月 - 市町村合併に伴い、長浜市立湖北病院に改称[3]。
- 2011年（平成23年）6月14日 - 国の「黒字化未設定」リストに入り、黒字化目標を表明[8]。
- 2015年（平成27年）10月14日 - 開院100年の式典を開催[9]。

## 診療科
2023年（令和5年）1月1日現在、診療科目・部門は18科である。
- 内科
- 外科
- 整形外科
- 皮膚科
- 泌尿器科
- 小児科
- 眼科
- 歯科口腔外科
- 耳鼻咽喉科
- 神経内科
- 呼吸器内科
- 消化器内科
- 婦人科
- 放射線科
- リハビリテーション科
- 麻酔科
- 精神科
- 循環器内科

## 医療機関の指定等
- 保険医療機関
- 救急告示医療機関
- 臨床研修指定病院
- へき地医療拠点病院[4]

## アクセス
公共交通機関
- JR北陸本線木ノ本駅より
  - バス
    - 湖国バスまたは余呉バスで約5分。「湖北病院」停留所下車。

  - タクシー
    - 同駅より約5分。

  - 徒歩
    - 同駅より約10分。

自動車
- 北陸自動車道木之本IC下車、国道365号沿い（※同ICから越前市（武生）方面へ約200メートル）[注 1]。

## 病院再編の議論
湖北地域では市立長浜病院、長浜市立湖北病院、長浜赤十字病院、セフィロト病院の4つの病院を中心に地域医療提供体制の検討が行われている。
2019年（平成31年）3月の湖北圏域地域医療構想調整会議では「病院機能の再編案（ABCD）」が示された。具体的には現行の公営企業法全部適用（市立長浜病院と長浜市立湖北病院の経営一体化）、地域医療連携推進法人の設立（市立長浜病院と長浜市立湖北病院、長浜赤十字病院の経営一体化）、地方独立行政法人の設立（長浜赤十字病院の事業譲渡を受けて市立長浜病院と長浜市立湖北病院とともに経営一体化）、指定管理者の導入（市立長浜病院と長浜市立湖北病院に指定管理者を導入（日本赤十字社を想定））などが検討されている。